# Dipsacus fullonum
Dipsacus fullonum (черсак звичайний, черсак лісовий як Dipsacus sylvestris) — вид рослин з родини жимолостевих (Caprifoliaceae); поширений у західній, центральній і південній Європі, на заході Північної Африки, у західній Азії.

## Опис
Дворічна рослина 80–200 см. Стеблові листки цільні, на краю без вій. Листочки обгортки дугоподібно висхідні. Головки вгорі майже без чубчика.

## Поширення
Поширений у західній, центральній і південній Європі, на заході Північної Африки, у західній Азії; натуралізований у Новій Зеландії, США, Болівії, Еквадорі, Аргентині, Уругваї.
В Україні вид зростає в лісах, чагарниках, біля доріг — у лісових районах і Лісостепу, а також Закарпатті та Криму.